# Han Herred

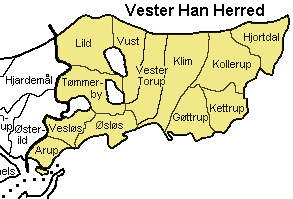
Vester Han Herred

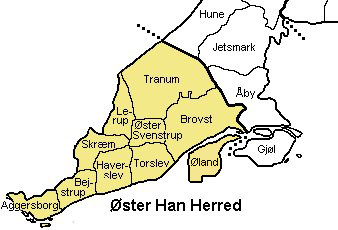
Øster Han Herred

Han Herred (auch Hanherred) war eine Harde (dän.: herred) auf der Nordjütischen Insel zwischen Thy und Vendsyssel.
Ursprünglich gehörte die Harde zum Thy-Syssel und kam später zu Aalborghus Len. Im Jahre 1662 erfolgte eine Zusammenlegung mit den Harden im Vendsyssel zum Åstrup Sejlstrup Børglum Amt. 1793 wurde Han Herred schließlich aufgeteilt. Der westliche Teil wurde zur Harde Vester Han Herred im Thisted Amt, der östliche zu Øster Han Herred im Hjørring Amt. In der Folgezeit wurde die getrennten Hälften des alten Han Herred deswegen Hanherrederne (dt.: Han-Harden) bezeichnet. 
Mit der dänischen Kommunalreform zum 1. April 1970 wurden diese Gebiete dem neu entstandenen Nordjyllands Amt zugeschlagen. Seit 2007 ist das gesamte Gebiet des historischen Han Herred Teil der  Verwaltungsregion Nordjylland. Es entspricht in etwa dem Gebiet der Jammerbugt Kommune.

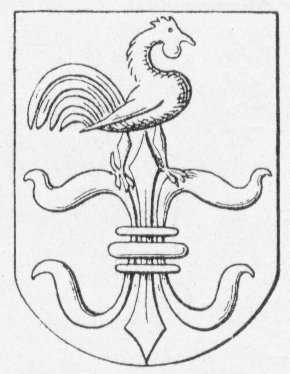
Wappen von Han Herred (1584)
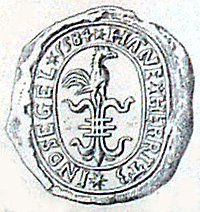
Siegel von 1584